# The Public Domain Review
The Public Domain Review (с англ. — «Обзор общественного достояния») — онлайн-журнал, проект фонда Open Knowledge, публикующий работы, перешедшие в общественное достояние. Основан Джонатаном Греем и Адамом Грином, запущен в День общественного достояния (1 января) 2011 года.
Журнал ставит целью повышение осведомлённости общественности путём публикации материалов, взятых в таких хранилищах как Europeana, Архив Интернета и Викисклад. Кроме работы с коллекциями материалов, The Public Domain Review публикует статьи, написанные современными писателями, учёными и известными интеллектуалами. The Guardian назвал The Public Domain Review «образцом цифрового курирования», Vice также отмечал высокое качество кураторской работы, а развлекательный сайт The A.V. Club описывает журнал как «бесконечно увлекательный и глубоко захватывающий».
The Public Domain Review регулярно передаёт коллекции литературному журналу The New Inquiry, коллекции часто упоминаются в различных публикациях, включая The Huffington Post, The Paris Review и The New York Times.
Свой вклад в журнал внесли писатели Джулиан Барнс, Франк Делани, Ричард Хамблин, Филипп Блом, профессор Джек Зайпс и лингвистка Эрика Окрент. Помимо тематических статей в журнале ежемесячно появляются статьи кураторов, отвечающих за материалы из конкретного источника.
Первый печатный номер журнала вышел в конце 2014 года, он содержал подборку из 34 статей, вышедших онлайн в 2011—2013 годах. The Paris Review назвал этот альманах «невероятным собранием эзотерики», выпуск вошёл в подборку лучших научных книг издания Wired. Второй том в серии «избранные статьи» (The Public Domain: Selected Essays) опубликован в 2015 году.